# Daniel Van Buyten
Daniel Van Buyten, belgijski nogometaš, * 7. februar 1978, Chimay, Belgija.
Van Buyten je nekdanji nogometaš kluba Bayern München in belgijske reprezentance.

## Klubska statistika
| Klub                | Sezona | Domača liga | Domača liga | Domači pokal | Domači pokal | Evropsko tekmovanje | Evropsko tekmovanje | Skupaj   | Skupaj   |
| Klub                | Sezona | Nastopov    | Zadetkov    | Nastopov     | Zadetkov     | Nastopov            | Zadetkov            | Nastopov | Zadetkov |
| ------------------- | ------ | ----------- | ----------- | ------------ | ------------ | ------------------- | ------------------- | -------- | -------- |
| Hamburger SV        | 05-06  | 25          | 2           | 3            | 1            | 10                  | 2                   |          |          |
| Hamburger SV        | 04-05  | 34          | 5           |              |              |                     |                     |          |          |
| Skupaj              |        | 59          | 7           |              |              |                     |                     |          |          |
| Manchester City     | 03-04  | 5           | 0           | 1            | 0            | 0                   | 0                   | 6        | 0        |
| Skupaj              |        | 5           | 0           | 1            | 0            | 0                   | 0                   | 6        | 0        |
| Olympique Marseille | 03-04  | 18          | 2           |              |              |                     |                     |          |          |
| Olympique Marseille | 02-03  | 35          | 8           |              |              |                     |                     |          |          |
| Olympique Marseille | 01-02  | 23          | 2           |              |              |                     |                     |          |          |
| Skupaj              |        | 76          | 12          |              |              |                     |                     |          |          |
| Standard Liege      | 00-01  | 29          | 4           |              |              |                     |                     |          |          |
| Standard Liege      | 99-00  | 28          | 3           |              |              |                     |                     |          |          |
| Skupaj              |        | 57          | 7           |              |              |                     |                     |          |          |
| Charleroi           | 98-99  | 19          | 1           |              |              |                     |                     | 19       | 1        |
| Skupaj              | 19     | 1           |             |              |              |                     |                     |          |          |
| Skupaj v karieri    |        | 187         | 27          |              |              |                     |                     |          |          |